# Kathrine Heindahl
Kathrine Brothmann Heindahl (født d. 26. marts 1992 i Nyborg) er en dansk håndboldspiller, der spiller som stregspiller for danske Team Esbjerg i Damehåndboldligaen og det danske kvindelandshold. Hun har spillet masser af kampe for de danske U-landshold.  
Hun var med til at vinde bronzemedaljer for Danmark ved VM i kvindehåndbold 2021 i Spanien.